# Proceno
Proceno é uma comuna italiana da região do Lácio, província de Viterbo, com cerca de 632 (Cens. 2001) habitantes. Estende-se por uma área de 41,87 km², tendo uma densidade populacional de 15,09 hab/km². Faz fronteira com Acquapendente, Castell'Azzara (GR), Piancastagnaio (SI), San Casciano dei Bagni (SI), Sorano (GR).

## Demografia
| Variação demográfica do município entre 1861 e 2011                               |
|                                                                                   |
| Fonte: Istituto Nazionale di Statistica (ISTAT) - Elaboração gráfica da Wikipedia |